# Max Reger
Max Reger (Johann Baptist Joseph Maximilian Reger), né le 19 mars 1873 à Brand en royaume de Bavière et mort le 11 mai 1916 à Leipzig d'une crise cardiaque, est un compositeur, chef d'orchestre, pianiste, organiste et professeur de musique bavarois.

## Biographie
Max Reger reçoit d'abord l'enseignement de son père pour le piano, les instruments à cordes et surtout l'orgue, qu’il étudiera plus profondément avec Adalbert Lindner. Il entre ensuite à l'école normale de musique. Il étudie à Munich et à Wiesbaden sous la direction d'Hugo Riemann.
Reger est, selon les époques, pianiste, organiste, professeur de ces instruments, professeur de composition au conservatoire de Leipzig (1907), compositeur et arrangeur d’œuvres musicales de certains de ses prédécesseurs (Bach, Mozart, etc.) Il est également Kapellmeister à la cour de Meiningen, où il dirige l'orchestre de la Meininger Hofkapelle (1911–1914). Il reste dans la tradition romantique tout en poussant la tonalité assez loin. Il écrit beaucoup pour orchestre de chambre, cependant on lui doit quelques pièces pour orchestre telles que les poèmes symphoniques sur les toiles d’Arnold Böcklin.
Max Reger demeure un compositeur très apprécié dans la culture germanique. En 1912, Arnold Schönberg arrange sa Suite romantique. C'est l'un des compositeurs préférés d’Arthur Honegger dans sa jeunesse.
Parmi ses élèves, l'on distingue Fritz Heitmann.

## Œuvre
Max Reger compose plus de 500 œuvres.

## Hommages
L'astéroïde (4347) Reger, découvert en 1988, est nommé en son honneur.